# Poleana (Ternava), Starîi Sambir
Poleana (în ucraineană Поляна) este un sat în comuna Ternava din raionul Starîi Sambir, regiunea Liov, Ucraina.

## Demografie
Componența lingvistică a localității Poleana
     Ucraineană (100%)
Conform recensământului din 2001, toată populația localității Poleana era vorbitoare de ucraineană (100%).